# Ambient jungle
L'ambient jungle est un genre musical mêlant jungle et ambient. Ce mode d'expression musicale donnera par évolution un autre grand courant du drum and bass : la liquid funk.

## Histoire
Le drum and bass est née de l'évolution de la musique Jungle. Elle est caractérisée par une empreinte plus prononcée du corps rythmique (le break beat) et harmonique soutenu par la ligne de basse. Dans ce même champ, l'ambient jungle émerge au milieu des années 1990 comme courant à part entière. Le genre est destiné aux dance floors des clubs et s'écoutait dès lors dans des clubs londoniens tels que le The Blue Note.
L'ambient jungle fait la part belle aux sons atmosphériques et aux samples d'éléments naturels : le vent, le bruissement des ruisseaux, les chants d'oiseaux, etc. Elle procure une sensation de liberté et de profondeur propice à de longs mixes envolés.
On peut retenir l'album Earth du producteur anglais LTJ Bukem comme acte de naissance de l'ambient jungle auprès du grand public. Dès lors, son label discographique Good Looking Records produit foule de déclinaisons et évolutions de l'ambient jungle. 
Omni Trio (Rob Haigh) commence à combiner l'ambient qu'il fait déjà sous le nom de Sema depuis 1984, avec des rythmes hardcore et jungle. Avec des morceaux comme Mystic Steppers et Renegade Snares sortis en 1993, il exerce une influence déterminante sur l'ambient jungle. À Coventry, au Royaume-Uni, Skanna (John Graham) est un autre artiste qui expérimente des éléments ambient dès 1993, notamment avec son EP Heaven et ses morceaux de jungle brutale. Aussi, des groupes comme Foul Play ont joué un rôle important dans la popularisation de l'ambient jungle, en particulier avec leur morceau à succès Open Your Mind (Foul Play Remix).